# 周在
周在（？年—？年），字善卿，號止溪，直隸太倉州人。明朝政治人物。

## 生平
正德八年（1513年）癸酉科應天府鄉試第五十二名舉人，正德九年（1514年）聯捷甲戌科進士。授寶坻知縣，因忤中貴，逮捕，慷慨陳詞，吏無法刁難。還職，縣人薛鳳鳴以御史附劉瑾，犯罪，周在繩之以法。劉瑾因此誣陷周在草菅人命，逮入詔獄。
正德十四年（1519年），召為廣東道監察御史，核查湖廣、貴州錢糧，劾罷中官郭用勢，錦衣千戶聶能，又奏清平伯、湖廣總兵官吳傑貪懦，兵部侍郎馮清貪穢，大學士楊一清在邊未久，不宜輒易；禮部尚書席書排斥台諫，兵部尚書王瓊險狠，桂萼薦舉失實。因此再下獄杖，嘉靖四年（1525年）十一月又復除原職，次年巡按山西。
廷臣推薦致仕都御史姚鏌等十人，牽連忤旨，桂萼又趁機報復，嘉靖七年（1528年）三月謫周在爲吉安府推官。遷泉州府同知，改真定。升刑部員外郎，十四年（1535年）二月出為湖廣僉事。十七年五月擢本省副使，備兵衡州。遷浙江右參政，罷歸二年卒，年六十五。

## 家族
弟周土，字厚卿。嘉靖二十年進士。官工部主事，罷歸。從兄周坤。